# Cornelis Rugier Willem Karel van Alderwerelt van Rosenburgh
Cornelis Rugier Willem Karel van Alderwerelt van Rosenburgh (23 de diciembre de 1863, Java - 1 de marzo de 1936, La Haya) fue un naturalista, pteridólogo, y botánico neerlandés.

## Algunas publicaciones
- Malayan ferns. 1908

- New Or Interesting Malayan Ferns. Imprimerie du Departement. 1908

- Malayan fern allies. Handbook to the determination of the fern allies of the Malayan islands (incl. those of the Malay peninsula, the Philippines and New Guinea). Landsdrukkerij, Batavia 1915 (http://www.archive.org/details/malayanfernallie00aldeiala)

- Malayan ferns and fern allies. 1917 (Suppl. 1)

## Honores

### Eponimia
- (Cyatheaceae) Alsophila alderwereltii (Copel.) R.M.Tryon[1]

- (Dryopteridaceae) Heterogonium alderwereltii Holttum[2]

- (Polypodiaceae) Polypodium alderwereltii Ros. in C.Chr.[3]

- La abreviatura «Alderw.» se emplea para indicar a Cornelis Rugier Willem Karel van Alderwerelt van Rosenburgh como autoridad en la descripción y clasificación científica de los vegetales.[4]